# Orinomana penelope
Espèce
Orinomana penelope est une espèce d'araignées aranéomorphes de la famille des Uloboridae.

## Distribution
Cette espèce est endémique de la province d'Azuay en Équateur,. Elle se rencontre vers Cuenca.

## Description
La femelle holotype mesure 3,04 mm et le mâle paratype 2,28 mm.

## Étymologie
Cette espèce est nommée en l'honneur de Pénélope.

## Publication originale
- Grismado & Rubio, 2015 : Three new species and the first known males of the Andean spider genus Orinomana Strand (Araneae, Uloboridae). Zootaxa, no 4052(2), p. 201-214.